# Biosensor
Ein Biosensor ist ein analytisches Gerät, das zur Detektion einer chemischen Substanz verwendet wird und eine biologische Komponente mit einem physikalisch-chemischen Detektor kombiniert. Die  zu bestimmende biologische Substanz kann sowohl außerhalb des Körpers (in vitro) wie auch im Körper (in vivo) gemessen werden, also als tragbarer Biosensor eingesetzt werden. In den letzten Jahren werden Biosensoren auch dazu genutzt, biologische Signale wie  Herzfrequenz (EKG), Atemgaszusammensetzung oder Nervensignale zu messen. Manche können  mit Algorithmen oder mit Künstlicher Intelligenz Signale analysieren und Rückkopplungen generieren.

## Aufbau und Prinzip

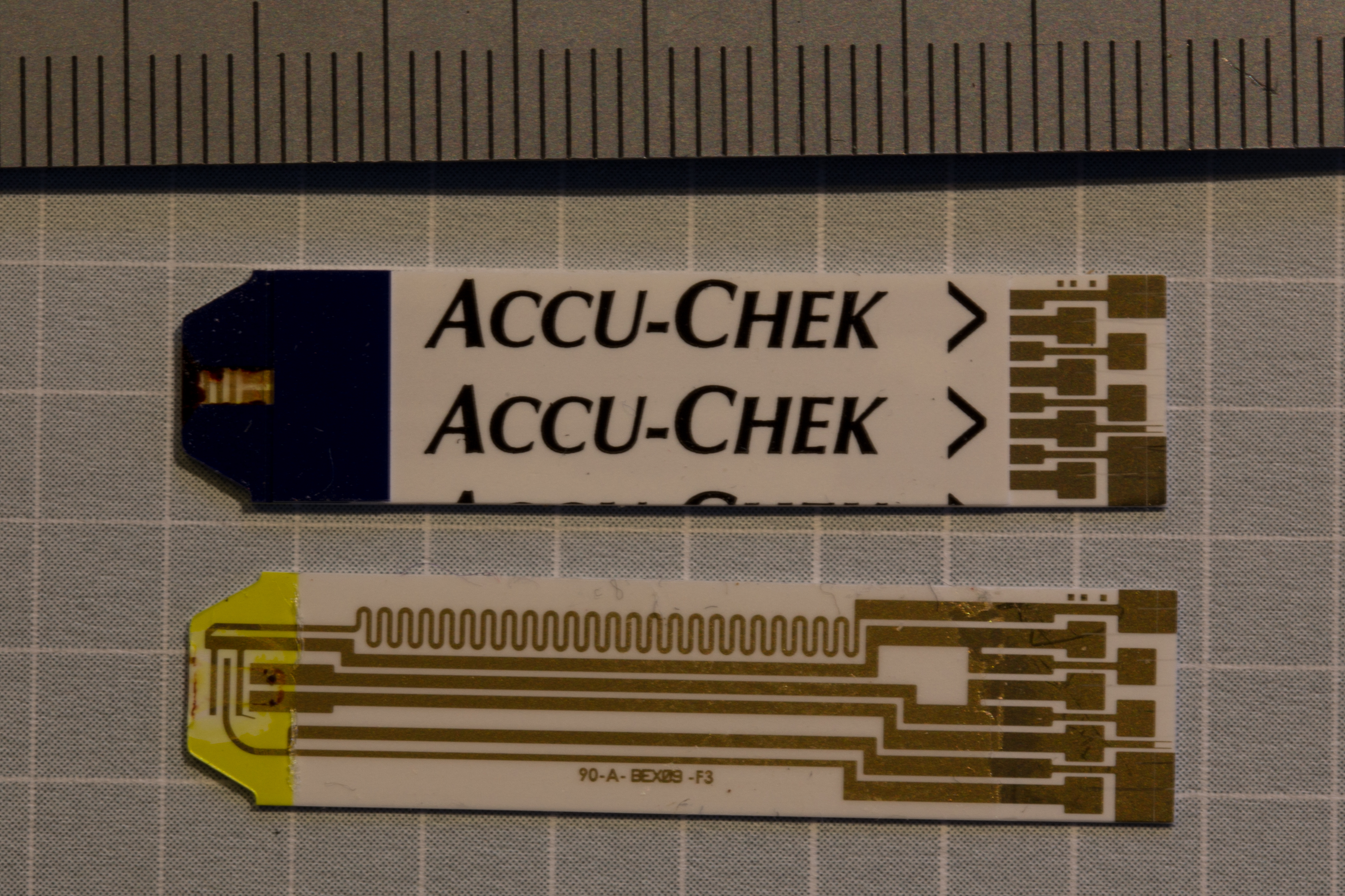
Bei Blutzuckermessstreifen handelt es sich um typische Biosensoren. Hier wird amperometrisch der Glucosegehalt des aufgetragenen Bluts bestimmt.

Biosensoren basieren auf der direkten räumlichen Kopplung eines immobilisierten biologisch aktiven Systems mit einem Signalumwandler (Transduktor) und einem elektronischen Verstärker. Für die Erkennung der zu bestimmenden Substanzen nutzen Biosensoren biologische Systeme auf unterschiedlich hohem Integrationsniveau. Solche Erkennungselemente können entweder natürliche (z. B. Antikörper, Enzyme, Nukleinsäuren, Organellen oder Zellen) oder synthetische (z. B. Aptamere, molekular geprägte Polymere, Makrocyclen oder synthetische Peptide) Systeme sein. Das immobilisierte biologische System des Biosensors tritt in Wechselwirkung mit dem Analyten. Dabei kommt es zu physikochemischen Veränderungen, wie z. B. Veränderungen der Schichtdicke, der Brechungsindizes, der Lichtabsorption oder der elektrischen Ladung. Diese Veränderungen können mittels des Transduktors, wie z. B. optoelektrischen Sensoren, amperometrischen und potentiometrischen Elektroden oder speziellen Feldeffekttransistoren (chemisch sensitiver Feldeffekttransistor) bestimmt werden. Nach dem Messvorgang muss der Ausgangszustand des Systems wiederhergestellt werden. Ein Problem bei der Entwicklung von Biosensoren ist die Korrosion des Biosensors durch eine Beschichtung mit Zellen (Biokorrosion) oder durch das Kulturmedium. Beispielsweise korrodieren typische Zellkulturmedien für eukaryotische Zellkulturen Silicium mit einer Geschwindigkeit von etwa 2 nm/h.
Die Messung eines Analyten mittels eines Biosensors erfolgt demnach in drei Schritten. Zunächst erfolgt die spezifische Erkennung des Analyten durch das biologische System des Biosensors. Anschließend findet die Umwandlung der physikochemischen Veränderungen, die durch die Wechselwirkungen des Analyten mit dem Rezeptor entstehen, in ein elektrisches Signal statt. Dieses Signal wird dann verarbeitet und verstärkt. Signalumwandlung und Elektronik können kombiniert werden, z. B. in CMOS-basierten Mikrosensorsystemen. Seine Selektivität und Empfindlichkeit bezieht ein Biosensor aus dem verwendeten biologischen System.

## Arten von Biosensoren
Piezoelektrische SensorenDie Schwingungsfrequenz eines Quarzes ist umgekehrt proportional zur Wurzel seiner Masse. Ein mit Enzymen, Antikörpern oder anderen Bindern beschichteter Quarzkristall lässt sich somit als Mikrowaage verwenden. Ein besonders empfindlicher (sensitiver) Spezialfall sind die Oberflächenwellensensoren (SAW-Sensoren, Surface Acoustic Waves). Hierbei werden auf einem piezoelektrischen Quarz zwei Beschichtungen aufgebracht, die als Sender bzw. Empfänger dienen und nach elektrischer Anregung akustische Oberflächenwellen aussenden. Immunreaktionen bewirken durch Bindung eines Antigens an einen Antikörper eine Änderung der Oberfläche und damit eine Änderung der Resonanzfrequenz der Welle.
Optische SensorenMit diesen Sensoren verfolgt man in der Praxis vor allem den Sauerstoffgehalt in Flüssigkeiten. Als Messprinzip liegt hier die Fluoreszenzlöschung zugrunde. Als Messeinrichtung dient ein Lichtwellenleiter, an dessen Ende ein Indikator aufgebracht ist. Die Lumineszenz- oder Absorptionseigenschaften dieses Indikators sind von chemischen Größen, wie der Sauerstoffkonzentration abhängig. Eine andere einsetzbare Methode beruht auf der Evaneszenz, die bei der Totalreflexion am Übergang vom optisch dichteren in ein optisch dünneres Medium auftritt. Hierbei kann von einem Fluoreszenz-markierten Analyt Fluoreszenzlicht in den Lichtleiter eingekoppelt und darüber eine Aussage über die Konzentration gemacht werden. Dieses Verfahren benutzt man zur Bestimmung von Antigenen über eine Reaktion mit einem spezifischen Antikörper an der Oberfläche eines Lichtleiters. Die Methode kann man empfindlicher machen, wenn man auf der Oberfläche des Lichtleiters noch einen dünnen Metallfilm anbringt. Hierbei treten in dem Metallfilm Dichteschwankungen freier Ladungsträger auf (Plasmonen). Bei einem derartigen Sensor nach dem Prinzip der Surface Plasmon Resonance wird der Metallfilm zusätzlich mit Dextranen beschichtet, an die Analyt-spezifische Antikörper gebunden werden können.
Elektrochemische Detektion
- durch Amperometrie: Bei der Amperometrie wird in einer Messkammer an zwei Elektroden bei konstant gehaltener Spannung der Stromfluss gemessen. Sie ist geeignet für Stoffwechselprodukte, die leicht oxidiert oder reduziert werden können. Oftmals werden auch Mediatoren eingesetzt, das sind Redoxpaare, die bei der Oxidation des eigentlichen Substrats indirekt eingreifen und zum Elektronentransfer dienen. Wird z. B. ein zu bestimmendes Substrat von FAD, das Coenzym der meisten Oxidasen ist, oxidiert, wobei FAD zu FADH reduziert wird, so wird FADH anschließend von der oxidierten Form des Mediators wieder zu FAD oxidiert. Die dabei entstehende reduzierte Form des Mediators wird anodisch wieder oxidiert. Über Aufnahmen der Strom-Spannungs-Kurven lassen sich Aussagen zum Redoxverhalten und zur Konzentration des eigentlichen Substrats machen. Als Mediatoren werden z. B. Hydrochinon oder Derivate des Ferrocens benutzt. Der Vorteil von Mediatoren ist, dass man eine viel niedrigere Spannung vorgeben kann und damit unerwünschte Nebenreaktionen vermeidet. Amperometrische Biosensoren werden z. B. eingesetzt zur Bestimmung von Glucose, Cholesterin, Fettsäuren und L-Aminosäuren mit den entsprechenden Enzymen als Oxidasen.
- durch Potentiometrie: Die Potentiometrie wird bei ionischen Reaktionsprodukten eingesetzt. Die quantitative Bestimmung dieser Ionen erfolgt anhand ihres elektrischen Potentials an einer Messelektrode, die zur Bestimmung eines Substrats mit einem geeigneten Enzym belegt ist. Bei Hydrolasen, z. B. Urease, wird so die Änderung des pH-Wertes oder die Änderung von Ammoniumionen bzw. Hydrogencarbonationen bestimmt. Als Messelektroden werden häufig ionensensitive Feldeffekttransistoren (ISFET) oder Metalloxid-beschichtete Säureelektroden (MOSFET) verwendet. Als Referenzelektrode benutzt man eine Elektrode gleichen Typs, jedoch ohne Belegung mit einem Enzym. Die potentiometrische Methode wird eingesetzt zur Bestimmung von z. B. Harnstoff, Kreatinin oder Aminosäuren.
- mit ionenselektiven Elektroden: Werden diese mit einem Enzym belegt, so arbeiten sie nach dem gleichen Prinzip wie bei der Potentiometrie beschrieben.

Interferometrische Detektionhierbei wechselwirken die Biomoleküle mit einer Polymerschicht deren Dickenänderung mit der reflektometrische Interferenzspektroskopie verfolgt wird.

#### In Vivo Biosensoren
Dazu gehören kontinuierlich messende Glucosesensoren, intraokulare Drucksensoren, tragbare Klebepflaster (engl.wearable patches) und Sensoren die Atemfrequenz oder Schlafqualität erfassen. Zu dieser Kategorie zählen auch Neurale Stimulatoren, wie die Tiefe Hirnstimulation bei Morbus Parkinson, Vagusnervstimulatoren und Kardiale Drucksensoren, die den pulmonalarteriellen Druck (PA-Druck) direkt in der Lungenschlagader messen.
Die Entwicklung innovativer Materialien wie Graphene, Hydrogele, Nano-Fasern und -Drähte und deren besondere  Eigenschaften wie Flexibilität und Dehnbarkeit,  Biokompatibilität, Sterilisierbarkeit hat  ab 2015 schnell zugenommen. Ferner haben Fortschritte bei der transkutanen Energieübertragung für drahtloses Laden, sichere Signalübertragungs- und Verarbeitungs methoden, die Miniaturisierung und die Herstellung  großer Stückzahlen zu automatisieren ein Übriges geleistet, die Forschung und Entwicklung von Biosensoren voranzubringen.

## Anwendungen
Das erste Messsystem, das als Biosensor entsprechend der oben angeführten Definition bezeichnet werden kann, wurde 1962 von Clark und Lyons entwickelt. Es wurde ein Messsystem beschrieben, das die Bestimmung von Glucose im Blut während und nach Operationen ermöglicht. Dieser Biosensor bestand wahlweise aus einer Sauerstoffelektrode nach Clark oder einer pH-Elektrode als Transduktor, vor denen zwischen zwei Membranen das Enzym Glucose-Oxidase aufgebracht war. Die Glucosekonzentration konnte als Änderung des pH-Wertes bzw. als Änderung der Sauerstoffkonzentration infolge der Oxidation der Glucose unter katalytischer Wirkung des Enzyms Glucose-Oxidase bestimmt werden.
Bei diesem Aufbau ist das biologische Material zwischen zwei Membranen eingeschlossen, oder das biologische System ist auf eine Membran aufgebracht und wird direkt mit der Oberfläche des Transduktors verbunden. Die Anwendungsbereiche für Biosensoren in der Analytik von Wasser und Abwasser lassen sich unterteilen in Biosensoren zur Bestimmung von Einzelkomponenten, Biosensoren zur Bestimmung von Toxizität und Mutagenität sowie in Biosensoren zur Bestimmung des Biochemischen Sauerstoffbedarfs (BSB).
Biosensoren zur Bestimmung von Proteinen wurden mit Silizium-Feldeffekt-Sensoren (sogenannten ChemFETs) realisiert. Sie ermöglichen die markerfreie Analyse von Proteinen im Bereich der Proteinanalytik durch in-situ-Verfahren, da sie die Proteinanbindung über die intrinsische Ladungsmenge des Proteins mittels Feldeffekt detektieren.
Der Bakteriengehalt von Badegewässern oder von Abwässern lässt sich mittels eines Biosensors bestimmen. Auf einer schwingenden Membran sind hierbei Antikörper gegen bestimmte Bakterienarten angebracht. Schwimmen die entsprechenden Bakterien am Messfühler vorbei, heften sie sich an die Antikörper und verlangsamen dadurch die Schwingungen der Membran. Unterschreiten die Schwingungen einen bestimmten Wert, wird Alarm ausgelöst.
Die Penicillinkonzentration in einem Bioreaktor, in welchem Pilzstämme kultiviert werden, lässt sich mit einem Biosensor bestimmen. Die biologische Komponente des hierbei verwendeten Sensors stellt hierbei das Enzym Acylase dar. Dieses Penicillin spaltende Enzym wird auf eine Membran gebracht, die einer pH-Elektrode aufliegt. Nimmt nun die Penicillinkonzentration im Medium zu, spaltet das Enzym immer größere Mengen einer Säure, der Phenylessigsäure, ab. Dadurch verändert sich der pH-Wert an der Elektrode. Man kann also nun vom pH-Wert auf die Konzentration des Penicillins schließen.
Zu den Biosensoren gehört auch Oberflächenplasmonenresonanzspektroskopie. Hierbei wird die Bindung von Stoffen mittels Plasmonen-Detektion gemessen.
Eine neue Entwicklung zur Überwachung von Lebensmitteln basiert auf Nanosensoren. Die Fluoreszenz von Nanopartikeln, die sich in einem Agarose-Nährmedium befinden, ändert sich deutlich, wenn sich der pH-Wert aufgrund eines bakteriellen Stoffwechsels im Lebensmittel ändert. Hierbei sind in den Nanopartikeln zwei Fluoreszenzfarbstoffe eingebettet. Der erste ist ein wasserabweisender Fluoreszeinfarbstoff. Er leuchtet grün bei Anregung mit einer Leuchtdiode und reagiert empfindlich auf eine Änderung des pH-Wertes. Der zweite, ein Farbstoff mit pH-unabhängiger roter Fluoreszenz, dient als interne Referenz.
Mit einem neuartigen pH-Sensor lassen sich pH-Wert-Änderungen in lebenden Zellen über längere Zeiträume verfolgen. Das Prinzip beruht auf einer Kombination fluoreszierender Nanokristalle mit beweglichen Oligonukleotiden, die sich in Abhängigkeit vom umgebenden pH-Wert zusammenfalten oder ausstrecken. Damit wird der Abstand zwischen dem Nanokristall-Energiedonor mit einem grünen Fluoreszenzfarbstoff und einem FRET-Akzeptor, der aus einem roten Fluoreszenzfarbstoff besteht, pH-abhängig geändert. Zu einem FRET-Energietransfer und damit zum Leuchten des roten Fluoreszenzfarbstoffes kommt es dabei, wenn der Abstand gering ist. Beobachtet wird das Verhältnis zwischen grüner und roter Fluoreszenz mit einem Fluoreszenzmikroskop.